# Сатта Флорес, Стефано
Стефано Сатта Флорес (итал. Stefano Satta Flores; 14 января 1937, Неаполь — 22 октября 1985, Рим) — итальянский актёр и мастер озвучивания, драматург.

## Биография
Стефано Сатта Флорес родился в Неаполе и окончил Экспериментальный киноцентр в столице Италии Риме. Он начал сниматься в любительской драматургии в театре Пикколо, где играл в пьесах Шекспира и Сбрагии. Он дебютировал в кино в фильме «Ящерицы» Лины Вертмюллер, премьера которого состоялась в 1963 году. Также известен как итальянский голос Хана Соло в исполнении Харрисона Форда в оригинальной трилогии «Звёздных войн», после смерти Стефано роль была передана актёру Микеле Гаммино, который посвятил свою работу именно Стефано.
Красноречивый оратор по художественным и социальным вопросам того времени, он также был уважаемым драматургом и иногда выступал в телевизионных программах. Руководствуясь политическими убеждениями, он основал компанию I compagni di scena («Спутники сцены»), с которой посвятил себя исследовательской работе над альтернативными пьесами.
Сатта Флорес умер в Риме 22 октября 1985 года в возрасте 48 лет после осложнений, вызванных лечением лейкемии.